# Р-802
Р-802 — серия советских авиационных бортовых ламповых командных УКВ-АМ радиостанций, также проходивших под индексом РСИУ-5 («Дуб-5»). Массово устанавливалась на летательные аппараты разработки СССР как военного, так и гражданского назначения. Радиостанция предназначена для ведения двусторонней радиотелефонной связи экипажа с наземными пунктами управления воздушным движением и самолётами в воздухе.

## Основные модификации
- Р-802В — авиационная бортовая командная УКВ радиостанция (для ВВС) РСИУ-5В «Дуб-5В»
- Р-802ВЯ — авиационная бортовая командная УКВ радиостанция РСИУ-5ВЯ «Дуб-5ВЯ», для работы с аппаратурой ЗАС «Яхта» Т-817 (изд. 19-18)
- Р-802Г — авиационная бортовая командная УКВ радиостанция (для ГВФ) РСИУ-5Г «Дуб-5Г»
- Р-802ГМ — авиационная бортовая командная УКВ радиостанция (для ГВФ) РСИУ-5ГМ «Дуб-5ГМ»
- Р-802П — авиационная бортовая командная УКВ радиостанция (для ГВФ) РСИУ-5П «Дуб-5П»
- Р-802Т — авиационная бортовая командная УКВ радиостанция РСИУ-5Т «Дуб-5Т»
- Р-802ЯН — авиационная бортовая командная УКВ радиостанция РСИУ-5ЯН «Дуб-5ЯН»

## Основные ТТД
(для радиостанции модели «Дуб-5В»)
- Диапазон частот: 100—150 МГц, с шагом перестройки 83,333 кГц
- Модуляция амплитудная
- Чувствительность приемника не хуже 7 мкВ.
- Мощность передатчика — не менее 14 Вт на нагрузке 50 Ом.
- Дальность связи с наземными станциями на высоте 5 км — 230 км
- Исполнение — моноблок
- Питание — бортовая сеть постоянного тока 27 вольт, переменного тока 115 вольт 400 гц.

## Комплектность
Радиостанция выполнена в виде моноблока «АБВ» (передатчик «А», приёмник «Б» и блок питания «В»), также в комплект входит выносной пульт дистанционного управления. Вес комплекта — 29 кг.
Антенна радиостанции представляет собой металлическую сетку, наклеенную на внутреннюю поверхность радиопрозрачной стеклопластиковой законцовки киля самолёта.
Примечание. На многих типах летательных аппаратов обычно устанавливалось два комплекта радиостанций, отдельно для командира и второго пилота.

## Применение
Ан-12, Ан-22, Ан-24, М-4, 3М, Ми-6, МиГ-21, МиГ-25, Су-7Б, Су-15, Су-17, Су-20, Ту-16, Ту-22, Ту-95, Ту-104, Ту-114, Ту-126, Ту-128, Як-27Р, Як-28 и др.